# St. Remigius (Bräunlingen)

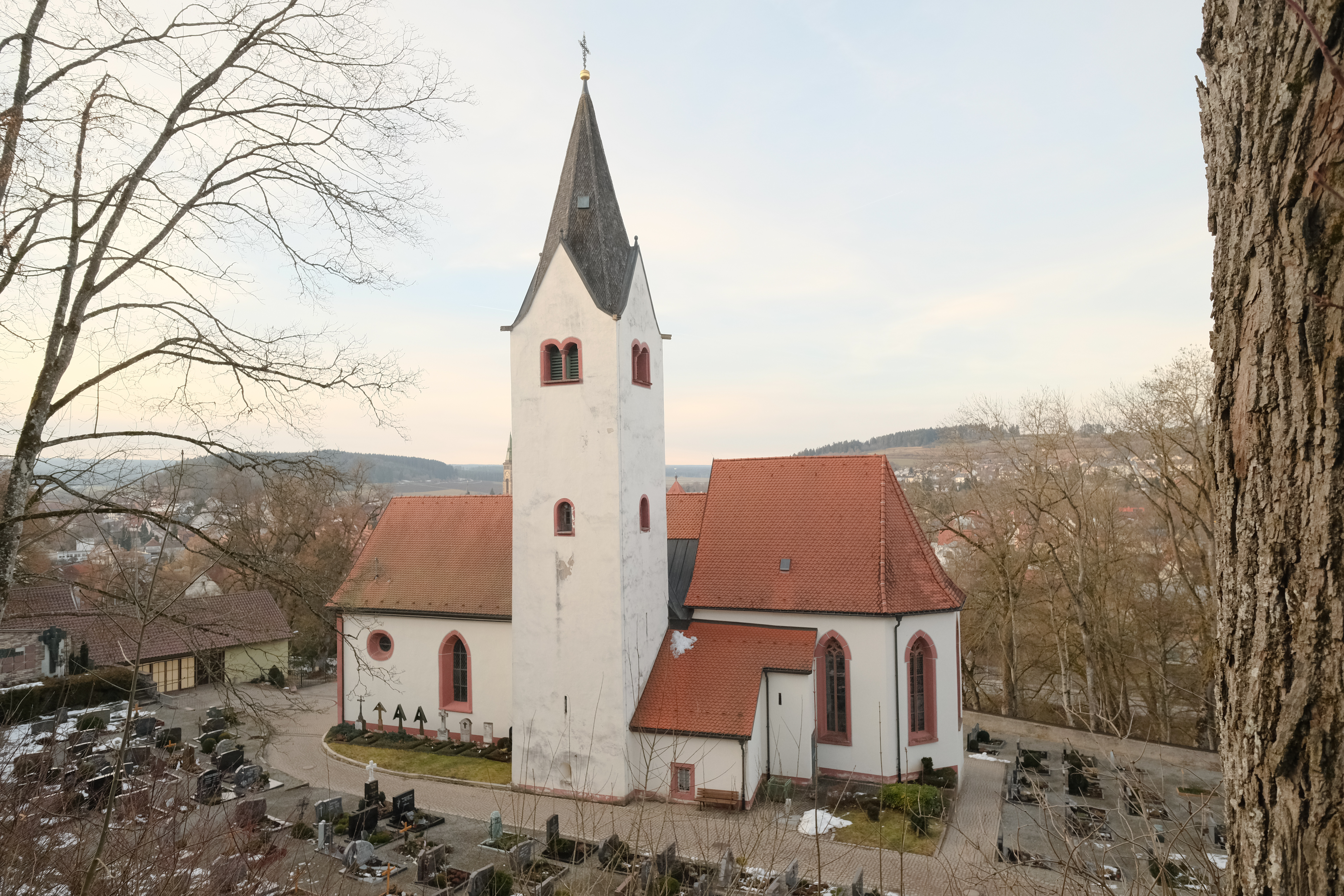
Remigiuskirche in Bräunlingen

Die römisch-katholische Kirche St. Remigius steht auf dem Friedhof von Bräunlingen, einer Kleinstadt im Schwarzwald-Baar-Kreis in Baden-Württemberg. Die Kirche ist nach § 12 DSchG als Denkmal beim Landesamt für Denkmalpflege Baden-Württemberg eingetragen. Sie gehört zur Seelsorgeeinheit Auf der Baar im Dekanat Schwarzwald-Baar des Erzbistums Freiburg.

## Beschreibung
Die Saalkirche wurde unter Einbeziehung älterer Substanz erbaut. Sie besteht aus einem um 1000 gebauten Kirchturm an der Südseite des gotischen Langhauses neben dem gleich breiten, dreiseitig geschlossenen gotischen Chor im Osten. 
Im obersten Geschoss des mit einem spitzen Helm bedeckten Kirchturms befindet sich hinter den als Biforien gestalteten Klangarkaden der Glockenstuhl, in dem drei historische Kirchenglocken von „einzigartigem Klangcharakter mit einer starken emotionalen Wirkung“ hängen.
Übersicht
| Glocke | Gießer                              | Gusszeit | Durchmesser | Gewicht | Schlagton |
| ------ | ----------------------------------- | -------- | ----------- | ------- | --------- |
| 1      | Gießhütte Klain, Rottweil           | 1425     | 1030 mm0    | 650 kg  | g¹+3      |
| 2      | unbekannt                           | 15. Jh.  | 835 mm      | 340 kg  | a¹+4      |
| 3      | Brüder Ulrich und Hug, Schaffhausen | 14. Jh.  | 650 mm      | 190 kg  | f³-2      |

Bis zum Bau der barocken Marienkirche innerhalb der Stadtmauern 1694/95 war die Remigiuskirche Pfarrkirche einer schon seit dem ersten Jahrtausend bestehenden Pfarrei. Eine erste Steinkirche entstand um 900. Die heutige Kirche, die großenteils aus dem 15. Jahrhundert stammt, wurde nach einem Blitzschlag 1680 renoviert. Im 18. und 19. Jahrhundert wurde sie aber kaum genutzt und erst zu Beginn des 20. Jahrhunderts wiederhergerichtet, um als „Gottesackerkirche“ zu dienen.